# Station Skępe Wioska
Station Skępe Wioska is een spoorwegstation in de Poolse plaats Skępe.